# Пелтініш-Чук
Пелтініш-Чук (рум. Păltiniș-Ciuc) — село у повіті Харгіта в Румунії. Входить до складу комуни Лунка-де-Сус.
Село розташоване на відстані 234 км на північ від Бухареста, 23 км на північний схід від М'єркуря-Чука, 140 км на південний захід від Ясс, 102 км на північ від Брашова.

## Населення
За даними перепису населення 2002 року у селі проживала 431 особа, з них 430 осіб (99,8%) угорців. Рідною мовою 430 осіб (99,8%) назвали угорську.